# Квінт Волузій Сатурнін (консул 56 року)
Квінт Волузій Сатурнін (? — після 61) — державний діяч Римської імперії, консул 56 року.

## Життєпис
Походив з роду нобілів Волузіїв. Син Луція Волузія Сатурніна, консула-суффекта 3 року, та Корнелії.
З січня до червня 56 року був разом з Публієм Корнелієм Сципіоном. У 61 році став імператорським легатом у провінції Белгіка. Цього ж року ввійшов до колегій августулів, тітіїв та арвальських братів. Подальша доля невідома.

## Родина
- Луцій Волузій Сатурнін, консул 87 року.
- Квінт Волузій Сатурнін, консул 92 року.